# Gran Premio motociclistico della Malesia 1994
Il Gran Premio motociclistico della Malesia 1994 fu il secondo Gran Premio della stagione e si disputò il 10 aprile 1994 sul circuito di Shah Alam.
Nella classe 500 il vincitore fu Mick Doohan su Honda davanti a John Kocinski e Shin'ichi Itō; nella 250 il podio fu occupato da Max Biaggi, alla seconda vittoria stagionale, seguito da Tadayuki Okada e Loris Capirossi, mentre Noboru Ueda ottenne il successo nella gara della 125, precedendo Kazuto Sakata e Jorge Martínez.

## Classe 500

### Arrivati al traguardo
| Pos. | Nº | Pilota               | Squadra                 | Motocicletta  | Giri | Tempo     | Griglia | Punti |
| ---- | -- | -------------------- | ----------------------- | ------------- | ---- | --------- | ------- | ----- |
| 1º   | 4  | Mick Doohan          | Honda Team HRC          | Honda         | 33   | 47:36.874 | 4º      | 25    |
| 2º   | 11 | John Kocinski        | Cagiva Team Agostini    | Cagiva        | 33   | +5.225    | 1º      | 20    |
| 3º   | 7  | Shin'ichi Itō        | Honda Team HRC          | Honda         | 33   | +7.978    | 7º      | 16    |
| 4º   | 5  | Luca Cadalora        | Marlboro Team Roberts   | Yamaha        | 33   | +8.915    | 2º      | 13    |
| 5º   | 17 | Alberto Puig         | Ducados Honda Pons      | Honda         | 33   | +19.814   | 3º      | 11    |
| 6º   | 1  | Kevin Schwantz       | Lucky Strike Suzuki     | Suzuki        | 33   | +23.345   | 10º     | 10    |
| 7º   | 6  | Alex Barros          | Lucky Strike Suzuki     | Suzuki        | 33   | +25.054   | 5º      | 9     |
| 8º   | 8  | Àlex Crivillé        | Honda Team HRC          | Honda         | 33   | +33.344   | 8º      | 8     |
| 9º   | 10 | Doug Chandler        | Cagiva Team Agostini    | Cagiva        | 33   | +40.231   | 9º      | 7     |
| 10º  | 3  | Daryl Beattie        | Marlboro Team Roberts   | Yamaha        | 33   | +1:08.599 | 6º      | 6     |
| 11º  | 50 | Niall Mackenzie      | Slick 50 Team WCM       | ROC Yamaha    | 33   | +1:15.155 | 11º     | 9     |
| 12º  | 15 | John Reynolds        | Padgetts Motorcycles    | Harris Yamaha | 33   | +1:23.835 | 12º     | 7     |
| 13º  | 19 | Sean Emmett          | Shell Harris Grand Prix | Harris Yamaha | 32   | +1 giro   | 19º     | 3     |
| 14º  | 14 | Jeremy McWilliams    | Team Millar             | Yamaha        | 32   | +1 giro   | 15º     | 2     |
| 15º  | 23 | Lucio Pedercini      | Team Pedercini          | ROC Yamaha    | 32   | +1 giro   | 17º     | 1     |
| 16º  | 51 | Jean Pierre Jeandat  | J.P.J. Racing           | ROC Yamaha    | 32   | +1 giro   | 16º     |       |
| 17º  | 34 | Bruno Bonhuil        | M.T.D. Objectif 500     | ROC Yamaha    | 32   | +1 giro   | 20º     |       |
| 18º  | 44 | Marc Garcia          | DR Team Shark           | ROC Yamaha    | 32   | +1 giro   | 23º     |       |
| 19º  | 21 | Cees Doorakkers      | Team Doorakkers         | Harris Yamaha | 32   | +1 giro   | 25º     |       |
| 20º  | 24 | Cristiano Migliorati | Team Pedercini          | ROC Yamaha    | 32   | +1 giro   | 21º     |       |
| 21º  | 29 | Andreas Leuthe       | Doppler Austria         | ROC Yamaha    | 31   | +2 giri   | 27º     |       |

### Ritirati
| Nº | Pilota             | Squadra             | Motocicletta  | Giri | Griglia |
| -- | ------------------ | ------------------- | ------------- | ---- | ------- |
| 27 | Bernard Haenggeli  | Haenggeli Racing    | ROC Yamaha    | 30   | 24º     |
| 28 | Julián Miralles    | Team Roc            | ROC Yamaha    | 28   | 22º     |
| 12 | Juan López Mella   | Lopez Mella Racing  | ROC Yamaha    | 26   | 14º     |
| 31 | Lothar Neukirchner | Sachsen Racing      | Harris Yamaha | 21   | 31º     |
| 18 | Bernard Garcia     | Yamaha Motor France | ROC Yamaha    | 16   | 13º     |
| 36 | Jean Foray         | Jean Foray Racing   | ROC Yamaha    | 11   | 26º     |
| 25 | Marco Papa         | Team Elit           | ROC Yamaha    | 6    | 29º     |
| 16 | Laurent Naveau     | Euroteam            | ROC Yamaha    | 3    | 18º     |
| 20 | Kevin Mitchell     | M.B.M. Racing       | Harris Yamaha | 2    | 28º     |

### Non partito
| Nº | Pilota           | Squadra    | Motocicletta | Griglia |
| -- | ---------------- | ---------- | ------------ | ------- |
| 30 | Vittorio Scatola | Team Paton | Paton        | 30º     |

## Classe 250

### Arrivati al traguardo
| Pos. | Nº | Pilota               | Squadra                 | Motocicletta | Giri | Tempo     | Griglia | Punti |
| ---- | -- | -------------------- | ----------------------- | ------------ | ---- | --------- | ------- | ----- |
| 1º   | 4  | Max Biaggi           | Chesterfield Aprilia    | Aprilia      | 31   | 45:26.300 | 1º      | 25    |
| 2º   | 8  | Tadayuki Okada       | Kanemoto Honda          | Honda        | 31   | +5.808    | 4º      | 20    |
| 3º   | 2  | Loris Capirossi      | Marlboro Team Pileri    | Honda        | 31   | +9.177    | 2º      | 16    |
| 4º   | 17 | Jean-Philippe Ruggia | Chesterfield Aprilia    | Aprilia      | 31   | +13.972   | 3º      | 13    |
| 5º   | 5  | Doriano Romboni      | HB Racing Team Italy    | Honda        | 31   | +29.783   | 6º      | 11    |
| 6º   | 28 | Ralf Waldmann        | HB Honda Germany        | Honda        | 31   | +31.037   | 5º      | 10    |
| 7º   | 22 | Jean-Michel Bayle    | Chesterfield Aprilia    | Aprilia      | 31   | +37.952   | 8º      | 9     |
| 8º   | 15 | Luis d'Antín         | Repsol-MX Honda Pepsi   | Honda        | 31   | +50.118   | 9º      | 8     |
| 9º   | 12 | Wilco Zeelenberg     | DC Racing               | Honda        | 31   | +53.384   | 10º     | 7     |
| 10º  | 39 | Alessandro Gramigni  | Gramigni Gasss          | Aprilia      | 31   | +1:02.324 | 12º     | 6     |
| 11º  | 23 | Carlos Checa         | Givi Racing             | Honda        | 31   | +1:10.442 | 15º     | 5     |
| 12º  | 20 | Adrian Bosshard      | ELF Honda Dealer Suisse | Honda        | 31   | +1:10.848 | 11º     | 4     |
| 13º  | 6  | Andreas Preining     | Dolly Buster Preining   | Aprilia      | 31   | +1:11.352 | 14º     | 3     |
| 14º  | 26 | Bernd Kassner        | Racing Team Munich      | Aprilia      | 30   | +1 giro   | 16º     | 2     |
| 15º  | 27 | Adi Stadler          | Veitinger Honda         | Honda        | 30   | +1 giro   | 20º     | 1     |
| 16º  | 38 | Luis Maurel          | Maurel Competicion      | Honda        | 30   | +1 giro   | 18º     |       |
| 17º  | 55 | Shahrun Nizam        | Petronas Sprinta Racing | Yamaha       | 30   | +1 giro   | 19º     |       |
| 18º  | 13 | Frédéric Protat      | Tech 3                  | Honda        | 30   | +1 giro   | 27º     |       |
| 19º  | 37 | Noël Ferro           | Tech 3                  | Honda        | 30   | +1 giro   | 24º     |       |
| 20º  | 40 | Giuseppe Fiorillo    | Marlboro Team Pileri    | Honda        | 30   | +1 giro   | 23º     |       |
| 21º  | 54 | Meng Heng Kuan       | Hong Leong Yamaha       | Yamaha       | 30   | +1 giro   | 28º     |       |
| 22º  | 36 | Alan Patterson       | Team Cotoni             | Honda        | 30   | +1 giro   | 30º     |       |
| 23º  | 33 | Kristian Kaas        | KKN Racing              | Yamaha       | 29   | +2 giri   | 29º     |       |
| 24º  | 35 | Rodney Fee           |                         | Honda        | 29   | +2 giri   | 31º     |       |

### Ritirati
| Nº | Pilota                    | Motocicletta | Giri | Griglia |
| -- | ------------------------- | ------------ | ---- | ------- |
| 11 | Nobuatsu Aoki             | Honda        | 27   | 7º      |
| 16 | Patrick van den Goorbergh | Aprilia      | 24   | 22º     |
| 19 | Eskil Suter               | Aprilia      | 18   | 13º     |
| 31 | Enrique de Juan           | Aprilia      | 17   | 32º     |
| 34 | Christian Boudinot        | Aprilia      | 7    | 26º     |
| 30 | José Luis Cardoso         | Aprilia      | 3    | 21º     |
| 29 | Juan Bautista Borja       | Aprilia      | 1    | 25º     |
| 32 | Jurgen van den Goorbergh  | Aprilia      | 0    | 17º     |

## Classe 125

### Arrivati al traguardo
| Pos. | Nº | Pilota             | Squadra                | Motocicletta | Giri | Tempo     | Griglia | Punti |
| ---- | -- | ------------------ | ---------------------- | ------------ | ---- | --------- | ------- | ----- |
| 1º   | 5  | Noboru Ueda        | Givi Racing            | Honda        | 29   | 45:09.031 | 7º      | 25    |
| 2º   | 2  | Kazuto Sakata      | Semprucci Krona        | Aprilia      | 29   | +1.357    | 1º      | 20    |
| 3º   | 8  | Jorge Martínez     | Aspar Cepsa            | Yamaha       | 29   | +4.775    | 4º      | 16    |
| 4º   | 1  | Dirk Raudies       | HB Team Raudies        | Honda        | 29   | +6.725    | 3º      | 13    |
| 5º   | 3  | Takeshi Tsujimura  | Technical Sports       | Honda        | 29   | +14.007   | 2º      | 11    |
| 6º   | 11 | Fausto Gresini     | Scot Racing            | Honda        | 29   | +24.225   | 6º      | 10    |
| 7º   | 7  | Oliver Petrucciani | Marlboro Aprilia       | Aprilia      | 29   | +27.805   | 9º      | 9     |
| 8º   | 6  | Akira Saitō        | ELF Team Kepla         | Honda        | 29   | +32.533   | 21º     | 8     |
| 9º   | 9  | Herri Torrontegui  | Semprucci Krona        | Aprilia      | 29   | +32.720   | 10º     | 7     |
| 10º  | 12 | Haruchika Aoki     | Moto Bum Honda         | Honda        | 29   | +32.887   | 14º     | 6     |
| 11º  | 28 | Hideyuki Nakajō    | JHA Racing             | Honda        | 29   | +33.535   | 13º     | 5     |
| 12º  | 19 | Garry McCoy        | AGV Attac Racing       | Aprilia      | 29   | +49.050   | 11º     | 4     |
| 13º  | 14 | Oliver Koch        | GP Team Ditter Plastic | Honda        | 29   | +49.213   | 28º     | 3     |
| 14º  | 36 | Masaki Tokudome    | Racing Supply          | Honda        | 29   | +49.378   | 12º     | 2     |
| 15º  | 23 | Bruno Casanova     | Scot Racing            | Honda        | 29   | +51.899   | 19º     | 1     |
| 16º  | 30 | Manfred Geissler   | Marlboro Aprilia Eckl  | Aprilia      | 29   | +1:06.407 | 27º     |       |
| 17º  | 25 | Neil Hodgson       | Burnett Racing         | Honda        | 29   | +1:07.618 | 24º     |       |
| 18º  | 33 | Vittorio Lopez     | Marlboro Team Pileri   | Honda        | 29   | +1:24.064 | 30º     |       |
| 19º  | 18 | Masafumi Ono       | Team Unemoto           | Honda        | 29   | +1:24.821 | 29º     |       |
| 20º  | 54 | Chee Kieong Soong  | Hong Leong Yamaha      | Yamaha       | 29   | +1:25.964 | 31º     |       |
| 21º  | 22 | Lucio Cecchinello  | Givi Racing            | Honda        | 29   | +1:29.786 | 25º     |       |
| 22º  | 16 | Manfred Baumann    | Team Baumann           | Yamaha       | 29   | +1:36.568 | 33º     |       |
| 23º  | 24 | Hans Spaan         | Arie Molenaar Racing   | Honda        | 28   | +1 giro   | 32º     |       |

### Ritirati
| Nº | Pilota           | Motocicletta | Giri | Griglia |
| -- | ---------------- | ------------ | ---- | ------- |
| 27 | Tomoko Igata     | Honda        | 19   | 26º     |
| 15 | Stefan Prein     | Yamaha       | 7    | 15º     |
| 29 | Gabriele Debbia  | Aprilia      | 6    | 22º     |
| 37 | Frédéric Petit   | Yamaha       | 6    | 20º     |
| 26 | Emilio Alzamora  | Honda        | 4    | 8º      |
| 10 | Peter Öttl       | Aprilia      | 3    | 5º      |
| 35 | Loek Bodelier    | Honda        | 2    | 23º     |
| 20 | Daniela Tognoli  | Aprilia      | 2    | 34º     |
| 32 | Stefano Perugini | Aprilia      | 1    | 18º     |
| 4  | Yoshiaki Katō    | Yamaha       | 0    | 16º     |

### Non partito
| Nº | Pilota      | Motocicletta | Griglia |
| -- | ----------- | ------------ | ------- |
| 21 | Carlos Giró | Aprilia      | 17º     |